# Опака (Підкарпатське воєводство)
Опака (пол. Opaka) — село в Польщі, у гміні Любачів Любачівського повіту Підкарпатського воєводства, в історичному Надсянні.
Населення — 545 осіб (2011).

## Історія
У 1939 році в селі проживало 900 мешканців, з них 560 українців-грекокатоликів, 310 українців-римокатоликів, 10 поляків і 20 євреїв. Село входило до ґміни Любачів Любачівського повіту Львівського воєводства.
У середині вересня 1939 року німці окупували село, однак вже 26 вересня 1939 року мусіли відступити, оскільки за пактом Ріббентропа-Молотова територія належала до радянської зони впливу. 17 січня 1940 р. село включене до Любачівського району Львівської області. В червні 1941, з початком Радянсько-німецької війни, село знову було окуповане німцями. В липні 1944 року радянські війська зайняли село.
У жовтні 1944 року село у складі західних районів Львівської області віддане Польщі, поляки почали терор, грабуючи й убиваючи українців.
Українське населення вивезено до СРСР та на понімецькі землі.
У 1975-1998 роках село належало до Перемишльського воєводства.

## Церква
Дерев'яна церква Різдва Пресвятої Богородиці була збудована в 1895 р., була філіяльною церквою парафії Любачів Любачівського деканату Перемишльської єпархії УГКЦ. Також була мурована богослужбова каплиця на кладовищі.

## Демографія
Демографічна структура станом на 31 березня 2011 року:
|          | Загалом | Допрацездатний вік | Працездатний вік | Постпрацездатний вік |
| -------- | ------- | ------------------ | ---------------- | -------------------- |
| Чоловіки | 278     | 64                 | 190              | 24                   |
| Жінки    | 267     | 62                 | 152              | 53                   |
| Разом    | 545     | 126                | 342              | 77                   |